# Polypedates maculatus
Espèce
Synonymes
- Hyla maculata Gray, 1830
- Hyla reynoudi Tschudi, 1838
- Rhacophorus acanthostomus Werner, 1901
- Polypedates maculata himalayensis Annandale, 1912

Statut de conservation UICN

 LC  : Préoccupation mineure
Polypedates maculatus est une espèce d'amphibiens de la famille des Rhacophoridae.

## Répartition
Cette espèce se rencontre, du niveau de la mer jusqu'en dessous de 3 000 m d'altitude  au Bangladesh, au Bhoutan, en Inde, au Népal et au Sri Lanka.

## Description
Polypedates maculatus mesure de 34 à 57 mm pour les mâles et de 44 à 89 mm pour les femelles.

## Publication originale
- Gray, 1830 : Illustrations of Indian Zoology, chiefly selected from the collection of Major - General Hardwicke. London, vol. 1, p. 1-263 (texte intégral).